# Сержант Стабби
Сержант Стабби (англ. Sergeant Stubby 1916 или 1917 — 16 марта 1926) — наиболее известная боевая собака, участвовавшая в Первой мировой войне, получившая множество наград, и единственная в истории собака, которой было присвоено воинское звание сержанта за подвиги на поле боя.

## Жизнь
Во время прохождения курса подготовки к воинской службе на полях Йельского университета в 1917 году рядовой Джон Роберт Конрой подобрал щенка тигрового окраса с коротким хвостом. Его порода никогда не была точно определена, но сейчас — на основании анализа сохранившихся фотографий — считается, что он был помесью бостон-терьера и питбультерьера. Пёс получил имя Стабби и в скором времени стал талисманом 102-го полка 26-й пехотной дивизии («Янки») США. Пёс оказался удивительно обучаемым и через короткое время стал узнавать звук горна, выучился ходить строевым шагом и даже начал отдавать подобие воинского приветствия, поднося правую переднюю лапу к правой брови, когда то же самое делали солдаты дивизии. Стабби оказывал огромное положительное влияние на моральный дух дивизии, поэтому её командование в виде исключения позволило оставить пса в её составе, хотя держать в войсках животных было запрещено.
Когда дивизия была отправлена на фронт во Францию на корабле «SS Minnesota», Конрой нелегально взял с собой Стабби на борт. Он прятал его в помещении с запасами угля, но в конце концов Стабби всё же был найден матросами, когда корабль был уже далеко в море. Какое-то время моряки, очарованные умом собаки, не выдавали тайну Конроя, но вскоре Стабби обнаружил находящийся на корабле офицер, являвшийся непосредственным командиром Конроя. Формально присутствие животных на корабле было недопустимо, однако офицер позволил Стабби остаться, когда тот отдал ему воинское приветствие.
Когда дивизия высадилась во Франции и была отправлена на линию фронта, Стабби получил особый приказ, позволявший ему сопровождать её солдат на фронт в качестве официального талисмана дивизии. 102-й пехотный полк в составе дивизии достиг линии фронта 5 февраля 1918 года. Он вступил в первый бой в этот же день в Шеми де Дам, к северу от Суассона, и находился под постоянным огнём день и ночь в течение месяца. Стабби скоро привык к громким выстрелам винтовок и шквальному огню артиллерии. Его первое боевое ранение произошло в результате газового воздействия; он был доставлен в ближайший полевой госпиталь, откуда он, после выздоровления, вернулся на фронт. Это отравление сделало его чувствительным к мельчайшим следам газа и звуку падения газовых снарядов. Когда полк был атакован газом ранним утром, большая часть солдат спали. Стабби почувствовал запах газа и побежал через траншею, лая и кусая солдат. Тем самым он заставил их проснуться и спас многих от отравления или даже смерти.
Стабби также имел талант в деле поиска раненых между окопами противоборствующих армий на нейтральной территории: он прислушивался к крикам о помощи на английском языке, а затем бежал к этому месту, лая, пока военные медики не прибывали туда и не оказывали раненым помощь. Он однажды даже поймал немецкого солдата, находившегося на нейтральной территории. Солдат позвал Стабби, но тот начал лаять. Когда немец побежал, Стабби догнал его и укусил за ногу, в результате чего солдат споткнулся и упал. Пёс продолжал атаковать его, пока не прибыли американские солдаты. За поимку вражеского шпиона Стабби было присвоено звание сержанта командиром 102-го пехотного полка. Он стал первой собакой, получившей звание в вооружённых силах Соединённых Штатов.
В апреле 1918 года во время рейда по взятию Сешпре (департамент Мёрт и Мозель) Стабби был ранен брошенной отступающими немцами ручной гранатой: большое количество осколков попало ему в грудь и лапу. Он был доставлен в полевой госпиталь, а затем переведён в госпиталь Красного Креста для проведения дополнительных операций по восстановлению. Когда Стабби стал чувствовать себя достаточно хорошо, чтобы передвигаться по больнице, он посещал раненых солдат, повышая их боевой дух.
После повторного захвата Шато-Тьерри Американской армией благодарные женщины города преподнесли Стабби замшевое пальто, на котором находились его многочисленные медали. Существует также легенда, что во время пребывания в Париже к тому моменту уже капрала Конроя Стабби спас молодую девушку от удара автомобиля.
К концу войны Стабби принял участие в 17 боях. В конце войны Конрой — вновь нелегально — вывез его обратно в США. Он был в составе американских войск, шедших в военном параде на родине, и позже был представлен президенту Вудро Вильсону. Он посетил Белый дом два раза и встречался впоследствии с президентами Гардингом и Кулиджем. Стабби был награждён многими медалями за героизм, в том числе медалью от гуманитарного общества США, которая была вручена ему генералом Джоном Першингом. Он был удостоен членства в Американском легионе и Y.M.C.A.
Когда его хозяин Джон Роберт Конрой начал изучать право в университете Джорджтауна, Стабби стал талисманом университетской футбольной команды. В перерывах между футбольными матчами он активно бегал по полю, гоняя мяч на потеху болельщикам. Стабби умер в 1926 году на руках Конроя.

## Награды и память
Стабби был награждён следующими медалями:
- Французская медаль за битву при Вердене;
- Медаль 1-й ежегодной конвенции Американского легиона;
- Медаль ветеранов войны Нью-Хейвена;
- Медаль «France Grande» Французской Республики;
- Медаль «Пурпурное сердце» за ранение (изначально — «Полоса за ранение», так как «Пурпурное сердце» было введено лишь в 1932 году);
- Медаль 6-й ежегодной конвенции Американского легиона;
- Медаль Сан-Мишельской кампании;
- Медаль Шато-Тьерисской кампании;
- Золотая медаль гуманитарного общества США.

Его останки выставлены в рамках выставки «Цена свободы: американцы на войне» в Смитсоновском институте. Стабби был удостоен плитки на Аллее Славы на Мемориале Свободы, американском памятнике Первой мировой войны, в Канзас-Сити на церемонии, состоявшейся в День перемирия, 11 ноября 2006 года.
В 2018 году был выпущен полнометражный анимационный фильм «Сержант Стабби: Американский герой».